# Caesiumperchlorat
Caesiumperchlorat ist eine anorganische chemische Verbindung des Caesiums aus der Gruppe der Perchlorate.

## Gewinnung und Darstellung
Caesiumperchlorat kann durch thermische Zersetzung von Caesiumchlorat gewonnen werden, wobei die Zersetzung auf zwei parallelen Wegen stattfindet. Da Caesiumperchlorat bei Temperaturen um den Schmelzpunkt von Caesiumchlorat noch stabil ist, reichert es sich bei der Zersetzung zusammen mit Caesiumchlorid an.
{\displaystyle {\ce {2CsClO3 -> 2CsCl + 3O2 ^}}}
{\displaystyle {\ce {4CsClO3 -> 3CsClO4 + CsCl}}}

## Eigenschaften
Caesiumperchlorat ist ein weißer Feststoff, der schlecht löslich in Wasser ist. Die Verbindung kristallisiert isostrukturell zu Bariumsulfat in der orthorhombischen Raumgruppe Pnma (Raumgruppen-Nr. 62) mit den Gitterkonstanten a = 9,832(1) Å, b = 6,009(1) Å, c = 7,764(2) Å.
| Temperature (°C)       | 0   | 10  | 20  | 30  | 40  | 60  | 80   | 100  |
| Löslichkeit (g/100 ml) | 0,1 | 1,0 | 1,6 | 2,6 | 4,0 | 7,3 | 14,4 | 30,0 |

Bei Erhitzung beginnt es ab etwa 220 °C sich zu zersetzen, wobei es sich bei höheren Temperaturen vollständig zu Caesiumchlorid und Sauerstoff zersetzt.

## Verwendung
Caesiumperchlorat wird für optische Spezialgläser verwendet.
Es kann auch zur Herstellung anderer chemischer Verbindungen wie Chlorperchlorat verwendet werden.
{\displaystyle {\ce {CsClO4 + ClOSO2F -> ClOClO3 + CsSO3F}}}